# Prädikabilien
Als Prädikabilien (lateinisch praedicabilia, im übertragenen Sinn: Aussageweisen, altgriechisch κατηγορούμενα kategoroumena) werden vor allem in der scholastischen Philosophie Begriffe bezeichnet, die dazu dienen, die Art und Weise zu bezeichnen, wie über einen Gegenstand gesprochen werden kann. Im Gegensatz dazu stehen die Kategorien (auch Prädikamente), die inhaltlich über einen Gegenstand ausgesagt werden.
Porphyrios unterschied in seiner Isagoge fünf Prädikabilien:
1. Gattung (altgriechisch γένος génos, lateinisch genus) ist, was von mehreren, der Art nach verschiedenen Dingen bei der Angabe des Was oder des Wesens ausgesagt wird (Topik I 5, 102a), zum Beispiel „Sokrates ist ein Lebewesen“. Gattungen können sich hierarchisch zueinander verhalten. Beispiel: Säugetier, Tier, Lebewesen (siehe genus proximum)
2. Art (altgriechisch εἶδος eídos, lateinisch species) ist, was von mehreren Individuen ausgesagt wird, zum Beispiel „zweibeinige, sprechende Säugetiere sind Menschen“.
3. Differenz (altgriechisch διαφορά diaphorá, lateinisch differentia) bezeichnet den eigentümlichen Unterschied, den eine Gattung im Vergleich zu einer übergeordneten Gattung hat, zum Beispiel ist die Gattung Tier der Gattung Säugetier übergeordnet. Der eigentümliche Unterschied ist, dass bei Säugetieren die Jungen von der Mutter gesäugt werden.
4. Proprium (altgriechisch ἴδιον ídion, lateinisch proprium) ist, was nicht das Wesen eines Dinges bezeichnet, aber nur ihm zukommt und in der Aussage mit ihm vertauscht wird (Topik I 5, 102b), zum Beispiel „der Mensch ist der Grammatik fähig“. Ein Proprium ist also ein Prädikat, das zwar keine notwendige Eigenschaft ausdrückt, aber mit dem Subjekt extensional gleich ist. Da es ausschließlich seinem Subjekt zukommt, kann man sagen, dass es ein eigentümliches Merkmal der Sache bezeichnet.
5. Akzidens (altgriechisch συμβεβηκός symbebēkós, lateinisch accidens) ist, was einem und demselben Gegenstand zukommen und nicht zukommen kann (Topik I 5, 102b), zum Beispiel „der Mensch hat einen Bart“. Ein Akzidenz ist eine zufällige (kontingente) Eigenschaft. Akzidenz ist also ein unwesentliches Merkmal einer Sache.

Die logische Bedeutung der Lehre von den Prädikabilien ist dabei der „Versuch der Analyse der Struktur der Aussage .., und zwar im Hinblick auf die Beziehung von Subjekt und Prädikat.“

## Philosophiegeschichte
Bereits Aristoteles unterscheidet fünf Arten von Prädikaten in Aussagen:

„Alles, was von etwas prädiziert wird [pan to peri tinos kategoroumenon], lässt notwendig entweder die Umkehrung von Subjekt und Prädikat zu oder nicht. Lässt es sie zu, so ist das Prädizierte entweder Definition oder Proprium: gibt es das Wesen [to ti en einai] des Subjekts an, so ist es Definition, wo nicht, Proprium. Das galt uns ja als Proprium, was zwar mit dem Subjekt vertauscht wird [antikategoroumenon], aber sein Wesen nicht angibt. Lässt es aber die Umkehrung von Subjekt und Prädikat nicht zu, so ist es entweder ein Bestandteil der Definition des Subjekts, oder nicht. Und ist es ein Bestandteil von ihr, so muss es Gattung oder Differenz sein, da die Definition aus Gattung und Differenz besteht; ist es aber kein Bestandteil von ihr, so ist es offenbar ein Akzidens; denn als Akzidens bezeichneten wir, was weder Definition noch Gattung, noch Proprium ist, aber dem Ding, von dem man spricht, zukommt.“

Es ergibt sich folgendes Schema:
|                                           |                                           |                                           |                                           |                                                |                                                |                                                |                                                |                                                |                                                |                                               |                                               | Prädikationen                                 |                                               |         |         |                                         |                                         |                                         |                                         |                                                      |                                                      |                                                      |                                                      |                                                        |                                                        |                                                        |                                                        |                                                        |                                                        |  |  |  |  |  |  |  |  |  |  |  |  |  |  |  |  |  |  |  |  |  |  |  |  |
|                                           |                                           |                                           |                                           |                                                |                                                |                                                |                                                |                                                |                                                |                                               |                                               |                                               |                                               |         |         |                                         |                                         |                                         |                                         |                                                      |                                                      |                                                      |                                                      |                                                        |                                                        |                                                        |                                                        |                                                        |                                                        |  |  |  |  |  |  |  |  |  |  |  |  |  |  |  |  |  |  |  |  |  |  |  |  |
|                                           |                                           |                                           |                                           |                                                |                                                |                                                |                                                |                                                |                                                |                                               |                                               |                                               |                                               |         |         |                                         |                                         |                                         |                                         |                                                      |                                                      |                                                      |                                                      |                                                        |                                                        |                                                        |                                                        |                                                        |                                                        |  |  |  |  |  |  |  |  |  |  |  |  |  |  |  |  |  |  |  |  |  |  |  |  |
|                                           |                                           |                                           |                                           | Umkehrung von Subjekt und Prädikat ist möglich | Umkehrung von Subjekt und Prädikat ist möglich | Umkehrung von Subjekt und Prädikat ist möglich | Umkehrung von Subjekt und Prädikat ist möglich | Umkehrung von Subjekt und Prädikat ist möglich | Umkehrung von Subjekt und Prädikat ist möglich |                                               |                                               |                                               |                                               |         |         |                                         |                                         |                                         |                                         | Umkehrung von Subjekt und Prädikat ist nicht möglich | Umkehrung von Subjekt und Prädikat ist nicht möglich | Umkehrung von Subjekt und Prädikat ist nicht möglich | Umkehrung von Subjekt und Prädikat ist nicht möglich | Umkehrung von Subjekt und Prädikat ist nicht möglich   | Umkehrung von Subjekt und Prädikat ist nicht möglich   |                                                        |                                                        |                                                        |                                                        |  |  |  |  |  |  |  |  |  |  |  |  |  |  |  |  |  |  |  |  |  |  |  |  |
|                                           |                                           |                                           |                                           | Umkehrung von Subjekt und Prädikat ist möglich | Umkehrung von Subjekt und Prädikat ist möglich | Umkehrung von Subjekt und Prädikat ist möglich | Umkehrung von Subjekt und Prädikat ist möglich | Umkehrung von Subjekt und Prädikat ist möglich | Umkehrung von Subjekt und Prädikat ist möglich |                                               |                                               |                                               |                                               |         |         |                                         |                                         |                                         |                                         | Umkehrung von Subjekt und Prädikat ist nicht möglich | Umkehrung von Subjekt und Prädikat ist nicht möglich | Umkehrung von Subjekt und Prädikat ist nicht möglich | Umkehrung von Subjekt und Prädikat ist nicht möglich | Umkehrung von Subjekt und Prädikat ist nicht möglich   | Umkehrung von Subjekt und Prädikat ist nicht möglich   |                                                        |                                                        |                                                        |                                                        |  |  |  |  |  |  |  |  |  |  |  |  |  |  |  |  |  |  |  |  |  |  |  |  |
|                                           |                                           |                                           |                                           |                                                |                                                |                                                |                                                |                                                |                                                |                                               |                                               |                                               |                                               |         |         |                                         |                                         |                                         |                                         |                                                      |                                                      |                                                      |                                                      |                                                        |                                                        |                                                        |                                                        |                                                        |                                                        |  |  |  |  |  |  |  |  |  |  |  |  |  |  |  |  |  |  |  |  |  |  |  |  |
| Definition gibt das Wesen des Subjekts an | Definition gibt das Wesen des Subjekts an | Definition gibt das Wesen des Subjekts an | Definition gibt das Wesen des Subjekts an | Definition gibt das Wesen des Subjekts an      | Definition gibt das Wesen des Subjekts an      |                                                |                                                | Proprium gibt das Wesen des Subjekts nicht an  | Proprium gibt das Wesen des Subjekts nicht an  | Proprium gibt das Wesen des Subjekts nicht an | Proprium gibt das Wesen des Subjekts nicht an | Proprium gibt das Wesen des Subjekts nicht an | Proprium gibt das Wesen des Subjekts nicht an |         |         | Bestandteil der Definition des Subjekts | Bestandteil der Definition des Subjekts | Bestandteil der Definition des Subjekts | Bestandteil der Definition des Subjekts | Bestandteil der Definition des Subjekts              | Bestandteil der Definition des Subjekts              |                                                      |                                                      | Akzidens nicht Bestandteil der Definition des Subjekts | Akzidens nicht Bestandteil der Definition des Subjekts | Akzidens nicht Bestandteil der Definition des Subjekts | Akzidens nicht Bestandteil der Definition des Subjekts | Akzidens nicht Bestandteil der Definition des Subjekts | Akzidens nicht Bestandteil der Definition des Subjekts |  |  |  |  |  |  |  |  |  |  |  |  |  |  |  |  |  |  |  |  |  |  |  |  |
| Definition gibt das Wesen des Subjekts an | Definition gibt das Wesen des Subjekts an | Definition gibt das Wesen des Subjekts an | Definition gibt das Wesen des Subjekts an | Definition gibt das Wesen des Subjekts an      | Definition gibt das Wesen des Subjekts an      |                                                |                                                | Proprium gibt das Wesen des Subjekts nicht an  | Proprium gibt das Wesen des Subjekts nicht an  | Proprium gibt das Wesen des Subjekts nicht an | Proprium gibt das Wesen des Subjekts nicht an | Proprium gibt das Wesen des Subjekts nicht an | Proprium gibt das Wesen des Subjekts nicht an |         |         | Bestandteil der Definition des Subjekts | Bestandteil der Definition des Subjekts | Bestandteil der Definition des Subjekts | Bestandteil der Definition des Subjekts | Bestandteil der Definition des Subjekts              | Bestandteil der Definition des Subjekts              |                                                      |                                                      | Akzidens nicht Bestandteil der Definition des Subjekts | Akzidens nicht Bestandteil der Definition des Subjekts | Akzidens nicht Bestandteil der Definition des Subjekts | Akzidens nicht Bestandteil der Definition des Subjekts | Akzidens nicht Bestandteil der Definition des Subjekts | Akzidens nicht Bestandteil der Definition des Subjekts |  |  |  |  |  |  |  |  |  |  |  |  |  |  |  |  |  |  |  |  |  |  |  |  |
|                                           |                                           |                                           |                                           |                                                |                                                |                                                |                                                |                                                |                                                |                                               |                                               |                                               |                                               |         |         |                                         |                                         |                                         |                                         |                                                      |                                                      |                                                      |                                                      |                                                        |                                                        |                                                        |                                                        |                                                        |                                                        |  |  |  |  |  |  |  |  |  |  |  |  |  |  |  |  |  |  |  |  |  |  |  |  |
|                                           |                                           |                                           |                                           |                                                |                                                |                                                |                                                |                                                |                                                |                                               |                                               | Gattung                                       | Gattung                                       | Gattung | Gattung | Gattung                                 | Gattung                                 |                                         |                                         | Unterschied                                          | Unterschied                                          | Unterschied                                          | Unterschied                                          | Unterschied                                            | Unterschied                                            |                                                        |                                                        |                                                        |                                                        |  |  |  |  |  |  |  |  |  |  |  |  |  |  |  |  |  |  |  |  |  |  |  |  |

Im Mittelalter gehörte die Diskussion der Prädikabilien auf der Grundlage der Isagoge zum Standardrepertoire der „alten Logik“ (logica vetus).
Immanuel Kant verwendete den Begriff der Prädikabilien in einem anderen Sinn zur Bezeichnung von aus den Kategorien abgeleiteten allgemeinen Verstandesbegriffen wie Kraft, Handlung, Leiden, Gegenwart, Widerstand. Seine Kategorien selbst bezeichnete er unter Bezugnahme auf Aristoteles auch als Prädikamente (Vgl. KrV B 94, B 107).